# Berthold (Dakota del Norte)
Berthold es una ciudad ubicada en el condado de Ward en el estado estadounidense de Dakota del Norte. En el censo de 2010 tenía una población de 454 habitantes y una densidad poblacional de 471,21 personas por km².

## Geografía
Berthold se encuentra ubicada en las coordenadas 48°18′55″N 101°44′4″O / 48.31528, -101.73444. Según la Oficina del Censo de los Estados Unidos, Berthold tiene una superficie total de 0.96 km², de la cual 0.96 km² corresponden a tierra firme y (0%) 0 km² es agua.

## Demografía
Según el censo de 2010, había 454 personas residiendo en Berthold. La densidad de población era de 471,21 hab./km². De los 454 habitantes, Berthold estaba compuesto por el 98.68% blancos, el 0.22% eran afroamericanos, el 0% eran amerindios, el 0% eran asiáticos, el 0% eran isleños del Pacífico, el 0% eran de otras razas y el 1.1% pertenecían a dos o más razas. Del total de la población el 1.76% eran hispanos o latinos de cualquier raza.